# La Virgen de los Reyes Católicos
La Virgen de los Reyes Católicos, procedente del Real Monasterio de Santo Tomás de Ávila y actualmente en el Museo del Prado, es una pintura de técnica mixta (óleo y temple) sobre tabla de 123 x 112 cm, y su fecha se establece entre 1491 y 1493.

## Descripción
La composición es similar a la de una sacra conversazione: en una estancia con ventanas que dejan ver un paisaje de características convencionales del estilo flamenco, aparecen representados la Virgen con el Niño en un trono, y en un plano inferior, de pie, dos santos en hábito dominico e identificados con inscripciones en sus nimbos: Santo Domingo de Guzmán y Santo Tomás de Aquino; la elección del primero se debe a ser el fundador de la Orden Dominica (con un libro, atributo de su condición de doctor de la Iglesia, y un lirio, símbolo iconográfico de la Virgen, por su particular devoción mariana —instauró el rezo del rosario—), y la del segundo, a ser el titular de la advocación del monasterio, cuya maqueta porta (también lleva un libro como corresponde a su condición de doctor de la Iglesia). 
En un plano inferior, arrodillados, como donantes, los Reyes Católicos y dos de sus hijos (Juan y posiblemente Isabel), junto con dos frailes de la misma orden. Estos se identifican, el que está junto al rey, con Tomás de Torquemada, inquisidor general de Castilla y fundador del convento; mientras que hay más dudas con el otro, que podría ser san Pedro Mártir, inquisidor de Verona, con el cuchillo y la herida abierta en la cabeza que caracterizan su iconografía, quien para algunos aparecería prefigurado como Pedro Mártir de Anglería, humanista y confesor de la reina a cuyo lado aparece, o bien ser Pedro de Arbués, el primer inquisidor de Aragón y también mártir, que fue asesinado en una fecha muy cercana: 1485. El suelo, de baldosas, así como la tarima sobre la que se halla el trono de la Virgen, los reclinatorios de los reyes y las ventanas, presentan una perspectiva algo forzada.

## Historia y autoría
En su ubicación original se guardaba en el oratorio del Cuarto Real del monasterio de Santo Tomás de Ávila. La desamortización de 1836 produjo su traslado al Museo de la Trinidad, de donde posteriormente pasó al Museo del Prado. Valentín Carderera la fechó, por estimación de la edad de los hijos de los reyes, en 1484, fecha aproximada de fundación del monasterio abulense. En la actualidad se retrasa su ejecución, interpretándose que la juventud de los personajes representados es consecuencia de su idealización. 
Carderera proponía la autoría de Pedro Berruguete, Cruzada Villaamil y Pedro de Madrazo la de Michael Sittow. También se ha relacionado con otros maestros anónimos, como el Maestro de Santa Cruz, el Maestro de Miraflores o el Maestro de Ávila, del que le separan unos treinta años, o un pintor de la órbita de Fernando Gallego. En junio de 2016 la Universidad Autónoma de Madrid anunció el resultado preliminar de una investigación de la profesora Alicia Canto, según la cual la tabla sería obra de al menos tres pintores, dos de los cuales serían Fernando Gallego y el Maestro Bartolomé, quienes habrían dejado sus firmas disimuladas en distintos lugares de la tabla.
Curiosamente, dos años después en la ficha oficial del Museo del Prado se han cambiado la autoría y la fecha por "Fray Pedro de Salamanca (?)" y "hacia 1497", pero sin dar ninguna justificación de ello, y sin retocar el resto del texto, por lo que ahora se leen varias incongruencias.